# رضا بالطيب
رضا بالطيب، ولد عام 1939، درس في قسم الخزف بمدرسة الفنون الجميلة تونس، وأحرز على دبلومها. ثم أقام بمدينة الفنون بباريس. وتحصل عام 1968 على الجائزة الأولى لمدينة تونس، وأقام عام 1981 أول معرض شخصي له بقاعة ارتسام- تونس وفي عام 1982 أقام معرضا ثانيا بقاعة الفنون- المنزه السادس. كما شارك في عدد من المعارض الجماعية التي انتظمت بتونس وبالخارج : البرازيل، فرنسا، مصر، الجزائر، يوغسلافيا، الأردن، ألمانيا، بلجيكيا.

## وصلة خارجية
لوحة «تركيب» لرضا بالطيب صادرة ضمن طابع بريدي عام 1994
1. 1 2 3  Benezit Dictionary of Artists (بالإنجليزية). Oxford University Press. 2006. ISBN:978-0-19-977378-7. OCLC:662407525. OL:33251159M. QID:Q24255573.